# غرينبيلت
غرينبيلت (ماريلاند) (بالإنجليزية: Greenbelt, Maryland)‏ هي مدينة تقع في الولايات المتحدة في ماريلاند. يقدر عدد سكانها بـ 23,068 نسمة ومساحتها 16.42 كم2 وترتفع عن سطح البحر 48 متر.

## التركيبة السكانية
قام مكتب تعداد الولايات المتحدة بتحديد بيانات التركيبة السكانية لغرينبيلتفي تعداد الولايات المتحدة. في ما يلي، التركيبة السكانية حسب تعدادي 2000 و2010.

### تعداد عام 2000
بلغ عدد سكان غرينبيلت 21,456 نسمة بحسب تعداد عام 2000، وبلغ عدد الأسر 9,368 أسرة وعدد العائلات 4,965 عائلة مقيمة في المدينة.
وتوزع التركيب العرقي للمدينة بنسبة 39.74% من البيض و 0.23% من الأمريكيين الأصليين و 12.05% من الأمريكيين ذوي الأصول الآسيوية و 0.05% من سكان جزر المحيط الهادئ و 41.35% من الأمريكيين الأفارقة و 3.47% من عرقين مختلطين أو أكثر.
بلغ عدد الأسر 1,1202 أسرة كانت نسبة 26.9% منها لديها أطفال تحت سن الثامنة عشر تعيش معهم، وبلغت نسبة الأزواج القاطنين مع بعضهم البعض 33.1% من أصل المجموع الكلي للأسر، ونسبة 15.0% من الأسر كان لديها معيلات من الإناث دون وجود شريك، وكانت نسبة 47.0% من غير العائلات. تألفت نسبة 35.0% من أصل جميع الأسر من أفراد ونسبة 5.8% كانوا يعيش معهم شخص وحيد يبلغ من العمر 65 عاماً فما فوق. وبلغ متوسط حجم الأسرة المعيشية 3.00، أما متوسط حجم العائلات فبلغ 2.29.
بلغ العمر الوسطي للسكان 32 عاماً. وكانت نسبة 21.9% من القاطنين تحت سن الثامنة عشر، وكانت نسبة 12.5% بين الثامنة عشر والأربعة وعشرون عاماً، ونسبة 39.1% كانت واقعةً في الفئة العمرية ما بين الخامسة والعشرون حتى والأربعة وأربعون عاماً، ونسبة 19.8% كانت ما بين الخامسة والأربعون حتى الرابعة والستون، ونسبة 6.7% كانت ضمن فئة الخامسة والستون عاماً فما فوق. يوجد لكل 100 أنثى 91.8 ذكر، ويوجد لكل 100 أنثى في الثامنة عشر من عمرها فما فوق 88.2 ذكر.
بلغ متوسط دخل الأسرة في المدينة 46,328 دولار، أما متوسط دخل العائلة فبلغ 55,671 دولار. وكان متوسط دخل الذكور 39,133 دولار مقابل 35,885 دولار للإناث. وسجل دخل الفرد الخاص بالمدينة 25,236 دولار. وكانت نسبة 6.0% من العائلات ونسبة 10.2% من السكان تحت خط الفقر، وكان من هؤلاء نسبة 12.7% تحت سن الثامنة عشر ونسبة 7.2% في الخامسة والستين من العمر وما فوق.

### تعداد عام 2010
بلغ عدد سكان غرينبيلت 23,068 نسمة بحسب تعداد عام 2010، وبلغ عدد الأسر 9,747 أسرة وعدد العائلات 5,367 عائلة مقيمة في المدينة. في حين سجلت الكثافة السكانية 3,673.2 نسمة لكل ميل مربع (1,418.2/كم2). وبلغ عدد الوحدات السكنية 10,433 وحدة بمتوسط كثافة قدره 1,661.3 لكل ميل مربع (641.4/كم2).
وتوزع التركيب العرقي للمدينة بنسبة 30.1% من البيض و 0.3% من الأمريكيين الأصليين و 9.7% من الأمريكيين ذوي الأصول الآسيوية و 0.1% من سكان جزر المحيط الهادئ و 47.8% من الأمريكيين الأفارقة و 3.3% من عرقين مختلطين أو أكثر.
بلغ عدد الأسر 9,747 أسرة كانت نسبة 31.0% منها لديها أطفال تحت سن الثامنة عشر تعيش معهم، وبلغت نسبة الأزواج القاطنين مع بعضهم البعض 30.7% من أصل المجموع الكلي للأسر، ونسبة 18.3% من الأسر كان لديها معيلات من الإناث دون وجود شريك، بينما كانت نسبة 6.0% من الأسر لديها معيلون من الذكور دون وجود شريكة وكانت نسبة 44.9% من غير العائلات. تألفت نسبة 36.1% من أصل جميع الأسر من أفراد ونسبة 7.3% كانوا يعيش معهم شخص وحيد يبلغ من العمر 65 عاماً فما فوق. وبلغ متوسط حجم الأسرة المعيشية 3.12، أما متوسط حجم العائلات فبلغ 2.37.
بلغ العمر الوسطي للسكان 33.7 عاماً. وكانت نسبة 22.8% من القاطنين تحت سن الثامنة عشر، وكانت نسبة 10.1% بين الثامنة عشر والأربعة وعشرون عاماً، ونسبة 34.4% كانت واقعةً في الفئة العمرية ما بين الخامسة والعشرون حتى والأربعة وأربعون عاماً، ونسبة 25.3% كانت ما بين الخامسة والأربعون حتى الرابعة والستون، ونسبة 7.5% كانت ضمن فئة الخامسة والستون عاماً فما فوق. وتوزع التركيب الجنسي للسكان بنسبة 46.7% ذكور و53.3% إناث.